# Cryptoperla fraterna
Cryptoperla fraterna är en bäcksländeart som först beskrevs av Banks 1938.  Cryptoperla fraterna ingår i släktet Cryptoperla och familjen Peltoperlidae. Inga underarter finns listade i Catalogue of Life.